# Maryam Mirzakhani
Maryam Mirzakhani (Teheran, 3. svibnja 1977. – Palo Alto, Kalifornija 14. srpnja 2017.) bila je iranska matematičarka i prva žena dobitnica Fieldsove medalje.
Rođena je u Teheranu u vrijeme Iransko-iračkog rata. Otac Ahmad bio je električni inženjer. Ravnatelj njezine ženske gimnazije bio je dovoljno nepokolebljiv da je ubaci u iransku ekipu za Matematičku olimpijadu 1994. (u koju nikada prije nije uvrštena ijedna djevojka) i tada je osvojila zlatno odličje. Sljedeće godine ponovila je uspjeh sa 100% riješenosti ispita.
Nakon diplome na Sveučilištu Šarif u Teheranu 1999., upisala je doktorski studij na Harvardu. Tamo je 2004. stekla doktorat pod mentorstvom Curtisa McMullena, također osvajača Fieldsove medalje. McMullen ju je opisao kao ženu koja »matematici pristupa neustrašivo«. U svojoj doktorskoj disertaciji iznijela je rješenja za dva, u matematici dugo vremena nerješiva problema.
Poslije Harvarda postala je sveučilišna profesorica na prestižnom Stanfordu. i Princetonu. Tu je zajedno s A. Eskinom, radila na problemu trajektorija »biljarskih kugli«, kojim su se matematičari i fizičari bavili cijelo 20. stoljeće. Njihovo je istraživanje rezultiralo člankom od preko 200 stranica objavljenim 2013. godine, koji je zbog opsežnosti prozvan »titanskim radom« i navjestiteljem »nove ere« u matematici.